# Малышев, Иван Степанович

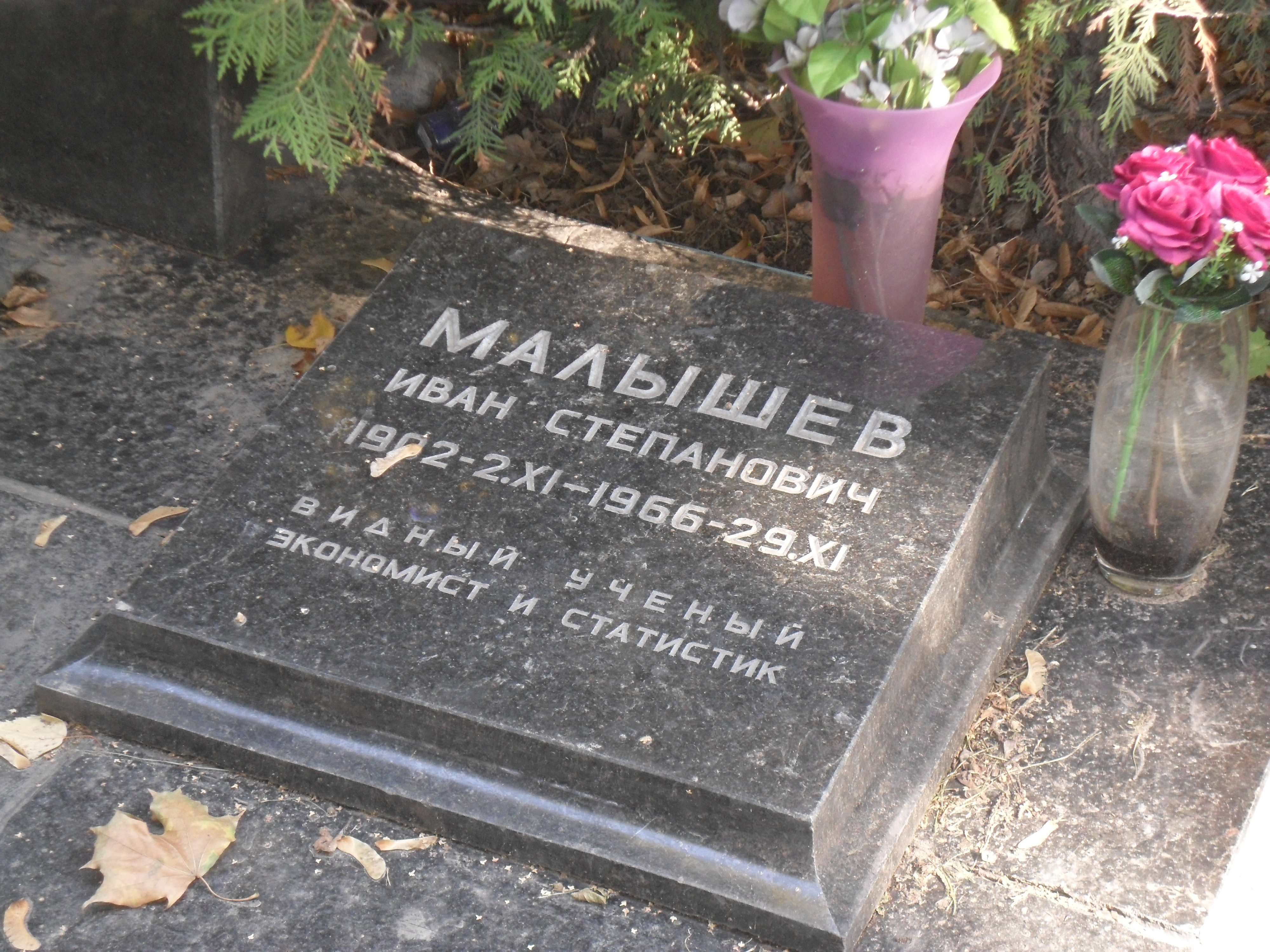
Могила Малышева на Новодевичьем кладбище Москвы.

Ива́н Степа́нович Ма́лышев (2 ноября 1902 — 29 ноября 1966) — советский экономист-статистик.

## Биография
Окончил статистическое отделение Московского института народного хозяйства (1930), в 1933 году — аспирантуру Института экономических исследований Госплана СССР. В 1931—1937 годы — преподаватель.
В 1937—1940 годы работал начальником отдела статистики сельского хозяйства Центрального управления народно-хозяйственного учёта Госплана СССР. В 1940—1953 и 1958—1966 годы — первый заместитель начальника ЦСУ СССР. В 1953—1958 годы — заместитель управляющего делами Совета Министров СССР.
Готовился к защите докторской диссертация, в связи со смертью защита не состоялась, подготовленное исследование было опубликовано посмертно в 1968.
Похоронен на Новодевичьем кладбище (6-й участок, 34 ряд).

## Научная деятельность
В 1937 году защитил кандидатскую диссертацию. Не считал возможными товарно-денежные отношения при социализме.

## Избранные труды
Источник — электронные каталоги РНБ
- Малышев И. С. Национальный доход СССР. Стенограмма публичной лекции / Всесоюз. о-во по распространению полит. и науч. знаний. — М. : Знание, 1953. — 40 с. — ([Серия 2 ; № 54])
- Малышев И. С. Баланс народного хозяйства СССР / Всесоюз. о-во по распространению полит. и науч. знаний. — М.: Знание, 1955. — 48 с. — ([Серия 2 ; № 17])
- Малышев И. С. Общественный учёт труда и цена при социализме. — М. : Соцэкгиз, 1960. — 365 с.
- Малышев И. С. Экономическая наука и хозяйственная практика. — М. : Экономика, 1964. — 96 с. — ([Обсуждаем проблемы совершенствования планирования] ; 5)
- Малышев И. С. Экономические законы социализма и планирование. — М. : Экономика, 1966. — 34 с. — (Экономисты о новой хозяйственной реформе в СССР ; 3)
- Малышев И. С. Важнейшие проблемы социалистического воспроизводства : Доклад о содержании основных опубл. работ, представл. к защите на соискание учен. степени д-ра экон. наук / Моск. экон.-стат. ин-т. Кафедра экон. статистики. — М. : Б. и., 1966. — 64 с.
- Малышев И. С. Важнейшие проблемы социалистического воспроизводства. — М. : Статистика, 1968. — 80 с.